# Karolina Mazur
Karolina Monika Mazur (urodzona 15 listopada 1966 w Zielonej Górze, zm. 14 grudnia 2020 tamże) – polska ekonomistka, dr hab., profesor Uniwersytetu Zielonogórskiego.

## Życiorys
Urodzona 15 listopada 1966 r. w Zielonej Górze. 6 kwietnia 2000 obroniła pracę doktorską Strategie małych i średnich przedsiębiorstw, 29 listopada 2012 habilitowała się na podstawie pracy zatytułowanej Tworzenie i przywłaszczanie wartości. Perspektywa pracownik - organizacja. Została zatrudniona na stanowisku profesora nadzwyczajnego i kierownika w Zakładzie Mikroekonomii i Polityki Społecznej na Wydziale Ekonomii i Zarządzania Uniwersytetu Zielonogórskiego.
Była profesorem uczelni Instytutu Nauk o Zarządzaniu i Jakości Wydziału Ekonomii i Zarządzania Uniwersytetu Zielonogórskiego.
Zmarła 15 grudnia 2020.